# بوبانزا
مدينة تقع في شمال غرب بوروندي وهي عاصمة مقاطعة بوبانزا وأيضا مقر بلدية بوبانزا [الإنجليزية] .

## أعلام
- ماناس نزوبونيمبا [الإنجليزية] ، هو أول حاكم للإقليم بعد الحرب.
- غابرييل نتيسيزيرانا النائب الثاني السابق لرئيس الجمهورية.
- باسكال نيابندا، الرئيس السابق للجمعية الوطنية البوروندية.